# Homes de Negre 2
Homes de Negre 2 (títol original en anglès, Men in Black 2) és una pel·lícula estatunidenca del 2002 dirigida per Barry Sonnenfeld i protagonitzada per Tommy Lee Jones i Will Smith. És la seqüela d'Homes de Negre (1997) i, de nou, el títol fa referència a uns personatges habituals en les teories de la conspiració: aquells encarregats d'amagar a la ciutadania la presència d'extraterrestres al nostre planeta.

## Argument
Cinc anys després dels esdeveniments de la primera pel·lícula Homes de Negre, l'ex-agent K, en Kevin Brown (Tommy Lee Jones), viu una vida quotidiana, treballant com a administrador postal en una petita ciutat, Truro, a Massachusetts, i sense recordar que abans havia treballat com a home de negre. L'agent J (Will Smith) continua treballant per als Homes de Negre, l'agència autofinançada de Nova York que monitoreja i regula l'activitat extraterrestre a la Terra. A causa que l'agent L, la seva ex-parella d'Homes de Negre ha tornat a la vida civil com a metge forense, i els seus successors han estat acomiadats per manca d'idoneïtat, en J és solter i li falta un agent parella regular. Mentre investiga un crim aparentment rutinari, descobreix el malvat monstre Serleena (Lara Flynn Boyle), una forma de vida Kylothiana que es disfressa d'una model de llenceria, però en la seva pròpia forma recorda l'hidra de Lerna de la mitologia grega, amb certs tocs de cucs infinits o massa d'anguiles, a més de detalls florals, etc. Per aturar-la, en J haurà de convèncer en K, ara Kevin Brown (que no té memòria del seu passat a Homes de Negre), que torni a l'agència, atès que en J l'havia "neuralitzat" (li havia esborrat la memòria) en la pel·lícula anterior. És l'única persona viva que sap el que cal fer per eliminar la Serleena...

## Repartiment
- l'agent K / Kevin Brown - Tommy Lee Jones
- l'agent J / James Darrell Edwards III - Will Smith
- el monstre Serleena - Lara Flynn Boyle
- Laura Vasquez - Rosario Dawson
- Jack Jeebs - Tony Shalhoub
- el director Z o Zed - Rip Torn
- Scrad i el seu cap secundari Charlie - Johnny Knoxville
- el quisso Frank - Tim Blaney
- etc.